# كيدومو مانتانتو
كيدومو مانتانتو (بالفرنسية: Kidumu Mantantu)‏ (مواليد 17 نوفمبر 1946) هو لاعب كرة قدم. يلعب مع منتخب زائير لكرة القدم. سبق له أن لعب في كأس العالم لكرة القدم مع منتخب بلاده.

## روابط خارجية
- كيدومو مانتانتو على موقع الاتحاد الدولي (مؤرشف)  (الإنجليزية)
- كيدومو مانتانتو على موقع قاعدة بيانات كرة القدم.إي يو (الإنجليزية)
- كيدومو مانتانتو على موقع ناشيونال فوتبول تيمز (الإنجليزية)
- كيدومو مانتانتو على موقع عالم كرة القدم.نت (الإنجليزية)